# Nannie Doss
Nannie Doss, wł. Nannie Hazel (ur. 4 listopada 1905 w Blue Mountain, zm. 2 czerwca 1965 w McAlester) – amerykańska seryjna morderczyni nazywana Chichoczącą Babcią.

## Życiorys
Urodziła się 4 listopada 1905 r. we wsi Blue Mountain w Alabamie jako najstarsza z piątki lub szóstki rodzeństwa Jamesa i Louisy Hazel'ów. Jej ojciec znęcał się nad dziećmi psychicznie i fizycznie, a także utrudniał uczęszczanie do szkoły, gdyż zmuszał je do pomocy na rodzinnej farmie. Według części źródeł Doss była również molestowana przez niego seksualnie. W wieku 7 lat doznała urazu w pociągu, gdy podczas jego hamowania uderzyła się w głowę; od tamtego czasu miała cierpieć na silne bóle głowy, omdlenia i depresję. By odciąć się od toksycznego domu, w wieku 16 lat wyszła za mąż za Charleya Braggsa i przeprowadziła się do jego domu, gdzie jednak była nieakceptowana przez despotyczną teściową. Z tego związku Doss miała cztery córki, ale z czasem  mąż zaczął ją zdradzać, przez co popadła w alkoholizm.

## Zbrodnie
W 1927 r. dwie córki zmarły niespodziewanie po zjedzeniu śniadania, a lekarze uznali to za zatrucie pokarmowe. Braggs zaczął podejrzewać o otrucie żonę i wkrótce wyjechał z najstarszą córką. Porzucona Doss zaczęła szukać nowego partnera przeglądając ogłoszenia matrymonialne, dzięki czemu poznała alkoholika Franka Harrelsona, którego żoną była przez 16 lat.
W 1945 r. nowo narodzony wnuk Doss zmarł nagle, gdy pozostawał pod jej opieką, a ona sama przyznała, że mógł umrzeć przez przypadkowe spożycie trutki na szczury. Trzy miesiące później Doss zabiła męża, dodając trutki na szczury do wódki, a za otrzymaną wypłatę z ubezpieczenia kupiła nowy dom w Missisipi. Tam znalazła nowego męża, Arliego Lanninga, który również okazał się alkoholikiem. W 1950 r. otruła go posiłkiem z dodatkiem trutki na szczury. Krótko po jego śmierci spłonął również jego dom, który według testamentu miała otrzymać jego siostra, ale wobec zniszczenia Doss otrzymała za niego odszkodowanie.
Wkrótce po tym zdarzeniu Doss wyjechała do siostry, która wkrótce również zmarła, a ona sama zapisała się do agencji matrymonialnej, gdzie poznała Richarda L. Mortona, którego wkrótce poślubiła, ale mąż okazał się naciągaczem i kobieciarzem. Już w 1953 r. mąż zachorował na przewlekły ból brzucha i zmarł, a w tym samym roku z tego samego powodu podczas wizyty u Doss zmarła jej matka. Krótko po pogrzebie męża wyszła za Samuela Dossa, poznanego jeszcze w trakcie poprzedniego małżeństwa, ale ponad rok po ślubie trafił do szpitala po spożyciu ciasta żony. Po ponad trzech tygodniach został wypisany do domu, ale jeszcze tego samego wieczoru otrzymał od żony kawę z arszenikiem i zmarł natychmiast po wypiciu. W czasie autopsji odkryto arszenik w ilości mogącej zabić dwudziestu dorosłych mężczyzn.
W czasie przesłuchań i procesu Doss ciągle chichotała i żartowała, dzięki czemu została nazwana Chichoczącą Babcią (ang. Giggling Granny). Ostatecznie przyznała się do zabicia nie tylko ostatniego męża, ale również poprzednich trzech i 17 maja 1955 r. została skazana na dożywocie, gdyż wówczas nie wykonywano kary śmierci na kobietach. Na skutek dalszego śledztwa ślady arszeniku znaleziono również po ekshumacji jej wnuczki, dwójki dzieci, matki, dwóch sióstr, siostrzeńca i wnuka, jednak skazano ją wyłącznie za zabójstwo ostatniego męża. Jako powód morderstw mężów wskazała poszukiwanie przez nią idealnego partnera, takiego jak w często czytanych przez nią romansach. Zmarła w dziesiątą rocznicę osadzenia w więzieniu, 2 czerwca 1965 r., na białaczkę w szpitalu w Oklahoma State Penitentiary. Nannie Doss została pochowana na Oak Hill Memorial Park w McAlester.

## Ofiary
| Lp. | Ofiara            | Wiek          | Data                 | Pokrewieństwo z Doss |
| --- | ----------------- | ------------- | -------------------- | -------------------- |
| 1.  | Zelmer Braggs     | 4             | 30 sierpnia 1927     | Córka                |
| 2.  | Gertrude Braggs   | 5             | 25 września 1927     | Córka                |
| 3.  | Lee               | Kilka tygodni | 1945                 | Siostrzeniec         |
| 4.  | Robert Haynes     | 2             | 7 lipca 1945         | Wnuk                 |
| 5.  | Frank Harrelson   | 39            | 16 września 1945     | Drugi mąż            |
| 6.  | Dovie Weaver      | 42            | 30 czerwca 1950      | Siostra              |
| 7.  | Sarah Lanning     | 85            | 7 września 1950      | Teściowa             |
| 8.  | Arlie Lanning     | 52            | 16 lutego 1952       | Trzeci mąż           |
| 9.  | Louisa Hazel      | 74            | 3 stycznia 1953      | Matka                |
| 10. | Richard L. Morton | 64            | 19 maja 1953         | Czwarty mąż          |
| 11. | Samuel Doss       | 58            | 12 października 1954 | Piąty mąż            |